# Trox unistriatus
Trox unistriatus is een keversoort uit de familie beenderknagers (Trogidae). De wetenschappelijke naam van de soort is voor het eerst geldig gepubliceerd in 1805 door Pallisot de Beauvois.